# Giovan Battista Pigna
Giovan Battista Pigna, pseudonimo di Giovan Battista Nicolucci (Ferrara, 8 aprile 1529 – Ferrara, 4 novembre 1575), è stato un umanista e letterato italiano, la cui fama si deve soprattutto all'attività di commento dell'Orlando furioso di Ludovico Ariosto.

## Biografia
Nato in una famiglia della borghesia municipale, i Niccolucci, Giovan Battista prese il nome della spezieria del padre, trasformando il simbolo di un'attività commerciale in emblema aristocratico. Il costume umanistico di prendere nomi latini e assumere un'ascendenza classica veniva così trasformato nella possibilità di affermazione di un parvenu.
Dopo aver studiato con i migliori maestri del tempo a Ferrara, Vincenzo Maggi e Giambattista Giraldi Cinzio, laureatosi giovanissimo, divenne subito professore di retorica e di lingua greca.
Si distinse con la pubblicazione del trattato I romanzi (Venezia, Valgrisi, 1554), che spiegava il funzionamento del poema cavalleresco alla luce del modello ariostesco. Contrapponendosi programmaticamente al suo maestro Giraldi Cinzio, Pigna proponeva di passare da una concezione umanistica della letteratura, di carattere retorico e morale, a una nuova concezione, di tipo tecnico, fondata sull'abilità del letterato. In questo modo egli si faceva interprete di un vero e proprio scontro generazionale, perché contrapponeva ai vecchi maestri dello Studio ferrarese la nuova cultura, aggressiva e agguerrita. Lo sfondo di questa operazione è dato dalla lezione esemplare di Pietro Aretino, mediata dall'insegnamento padovano di Sperone Speroni. Sul piano istituzionale all'università, luogo di un sapere stanco e ripetitivo, Pigna contrapponeva il dinamismo dell'accademia, facendosi egli stesso promotore di un'accademia cui aderì anche il giovane Torquato Tasso.
Nello stesso 1554 Pigna pubblicava anche il trattato Il duello ("In Vinegia : nella bottega di Erasmo appresso Vincenzo Valgrisi, 1554"), che affrontava una delle questioni più urgenti della vita sociale contemporanea, legata al tema dell'onore aristocratico e della sua difesa.
A seguito di questa serie di atti di opposizione alle concezioni della generazione precedente, Pigna ebbe l'incarico di provvedere all'educazione del giovane Alfonso II d'Este, primogenito di Ercole II d'Este e di Renata di Francia, futuro duca di Ferrara. Quando Alfonso salì al potere alla morte del padre, Pigna fu nominato segretario ducale, succedendo così al suo vecchio maestro Giraldi Cinzio. Divenne allora lo storico ufficiale della Ferrara estense, portando a compimento l'Istoria de' Principi d'Este cominciata da G. Falletti ("Ferrara: appresso Francesco Rossi stampator ducale, 1570"), che si contrapponeva programmaticamente alla storia estense in latino di Giraldi Cinzio (Cynthii Ioannis Baptistae Gyraldi nobilis Ferrariensis illustrissimi ac excellentiss. Herculis Atestini II. ducis Ferrariensium IIII. ab epistolis de Ferraria et Atestinis principibus commentariolum ex Lilii Gregorii Gyraldi epitome deductum ("Ferrariae: per Franciscum Rubeum, 1556").
Nella veste di segretario ducale Pigna si propose come leader intellettuale a tutto campo, pubblicando nello stesso anno 1561 un commento in latino all'Ars poetica di Quinto Orazio Flacco, un trattato teorico sulla poesia epica e un trattato politico sul principe, che si ricollega alla lezione di lunga durata di Niccolò Machiavelli.
Un suo carme latino (Calami sonum ferentes) fu musicato dal grande compositore rinascimentale Cipriano de Rore.

## Rilevanza critica
Il Pigna rappresenta una delle personalità cinquecentesche che più segnano la svolta da una organizzazione culturale umanistica, fondata sulla centralità della retorica, sull'autorità dei classici e sul valore dei maestri, a favore di un modello culturale nuovo, caratterizzato dall'abilità tecnica, dalla spregiudicatezza politica e dall'iniziativa individuale (come hanno spiegato Jossa e Ritrovato). La sua attività si colloca nell'ambito della fondazione del ruolo politico dell'intellettuale spiegata da Giancarlo Mazzacurati in Il rinascimento dei moderni (Bologna, Il Mulino, 1985). Pigna è, inoltre, il fondamentale anello per comprendere la continuità e le differenze nel passaggio dal mondo poetico di Ludovico Ariosto a quello di Torquato Tasso (che cominciò la sua attività letteraria proprio con un commento alle tre canzoni cosiddette "sorelle" del Pigna).

## Opere

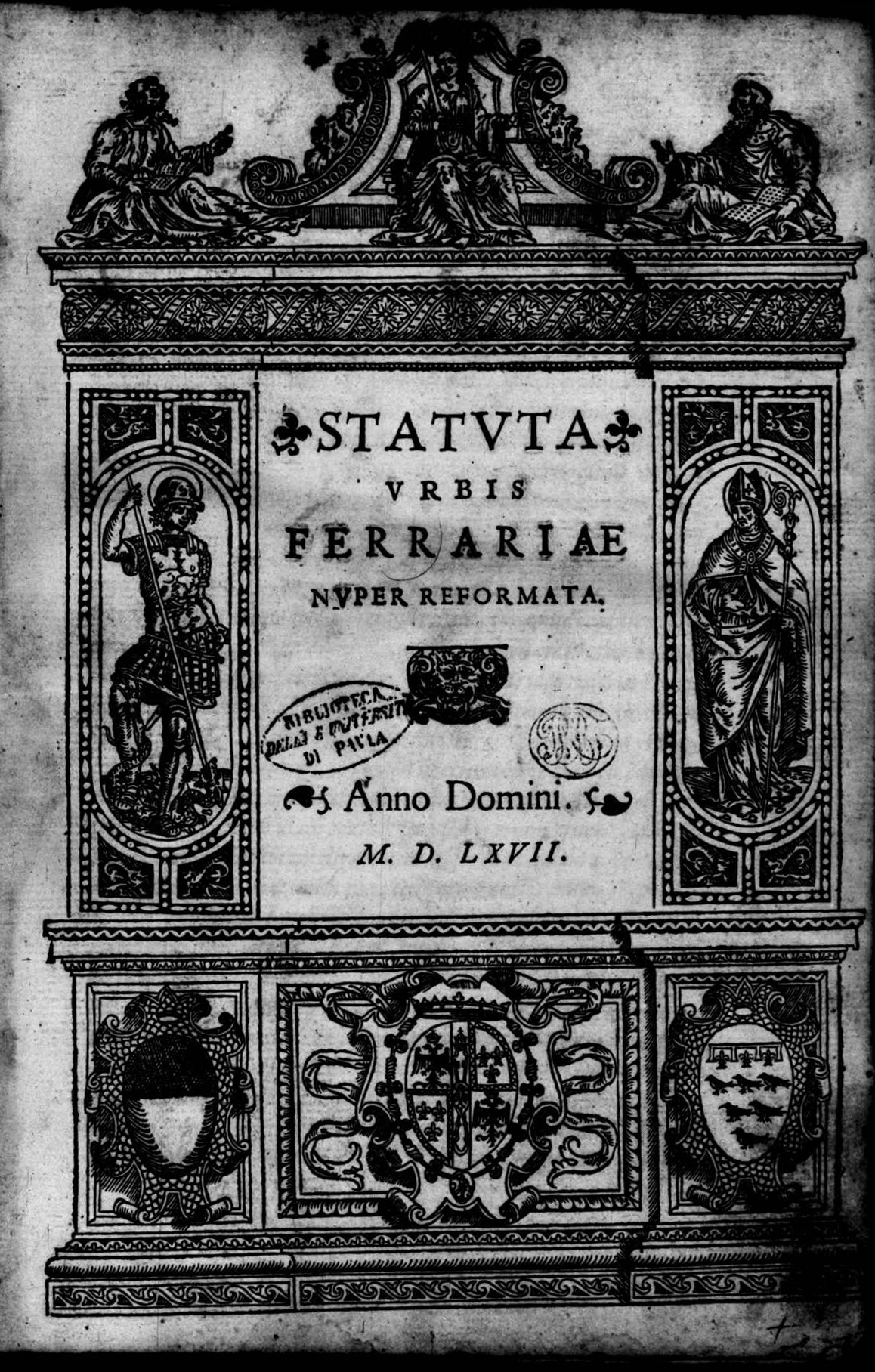
Statuta urbis Ferrariae nuper reformata, 1567

- Carminum lib. quatuor, ... His adiunximus Caelii Calcagnini Carm. lib. III. Ludouici Areosti Carm. lib. II, Venetiis : ex officina Erasmiana Vincentii Valgrisii, 1553.
- Il duello ... diuiso in tre libri. Ne quali dell'honore, & dell'ordine della caualleria con nuouo modo si tratta., In Vinegia : nella bottega di Erasmo appresso Vincenzo Valgrisi, 1554.
- I romanzi ... diuisi in tre libri. Ne' quali della poesia, & della vita dell'Ariosto con nuouo modo si tratta, In Vinegia : nella bottega di Erasmo, appresso Vincenzo Valgrisi, 1554.
- Le Essequie del sig. donno Hercole II duca quarto di Ferrara, 1559.
- Gli heroici, In Vinegia appresso Gabriel Giolito de' Ferrari, 1561.
- Poetica Horatiana, Venetiis : apud Vincentium Valgrisium, 1561.
- Il principe ... nel qual si discrive come debba essere il principe heroico, sotto il cui gouerno un felice popolo, possa tranquilla & beatamente vivere, In Venetia : appresso Francesco Sansouino, 1561.
- (LA) Statuta urbis Ferrariae nuper reformata, vol. 1, Ferrara, Francesco Rossi, 1567.
  - (LA) Statuta urbis Ferrariae nuper reformata, vol. 2, Ferrara, Francesco Rossi, 1567.
- Historia de principi di Este di Gio. Batt. Pigna. Primo Volume. Nel quale si contengono congiuntamente le cose principali dalla riuolutione del Romano imp. in fino al MCCCCLXXVI, In Ferrara : appresso Francesco Rossi stampator ducale, 1570.